# Denton, Texas
Denton är en stad i Denton County i nordöstra Texas. Denton hade 119 454 invånare år 2007. Denton är administrativ huvudort (county seat) i Denton County. 